# Lokovška planota
Krajinska oznaka Lokovška planota je prisotna na zgodovinskih zemljevidih, v starih katastrih in ponovno v strokovnih gradivih, ki jih je leta 1998 izdalo Ministrstvo za okolje in prostor Republike Slovenije, Urad RS za prostorsko planiranje, ter v novejših občinskih prostorskih aktih. Najpopolnejši sistematični popis slovenskih krajin deli ozemlje na pet osnovnih krajinskih regij, poimenovanih tudi krajinski tipi, ki se naprej delijo kot je v nadaljevanju primer Lokovške planote:
(4) Krajinska regija / Krajinski tip / Najširša krajinska enota: Kraške krajine notranje Slovenije
(4.1) Širša krajinska enota: Trnovsko-Nanoška planota
(4.1.1) Krajinska enota: Banjška planota: Najpomembnejše merilo za opredelitev enote je relief. Območje je opredeljeno kot enota zaradi geografske ločenosti od preostalega dela s Čepovanskim suhim dolom, ki zelo izrazito razmejuje Banjško-Lokovško planoto od Trnovskega gozda in Doline Soče.
(4.1.1.01) Krajinska podenota: Lokovška planota: Nekoč veliko bolj gol močno reliefno razgiban kraški svet vrtač in stožčastih vrhov je danes že močno zarasel in zaprt. Pričevanja o nekdanji kulturni krajini so majhne njivske površine na podzidanih terasah ali na reliefnih izravnavah, predvsem v dnu vrtač, danes večinoma spremenjenih v travnike in pašnike.
Popolnoma zakrasel svet Lokovške planote je reliefno zelo razgiban. Med stožčastimi vrhovi so globeli, vrtače, brezna in jame ter manjši kraški doli. V votlikavo kraško notranjost so odtekle vse vode, zato kljub namočenosti in dokaj enakomerni razporejenosti padavin preko celega leta tu ni površinsko tekočih voda. Razlog je v geološki sestavi tal, ki so iz apnenca in dolomita. Gozd, ki je pretežno smrekov in bukov, uspeva na plitvi ter skromni preperelini, in je zavetišče različnim prosto živečim živalim. 
Območje Lokovške planote sega v tri občine: v Mestno občino Nova Gorica, v Občino Tolmin in v Občino Kanal ob Soči. Krajevna skupnost Lokovec z vsemi tremi Lokovci pokriva večino Lokovške planote v novogoriški občini. Na vzhodu in jugu planota meji na Krajevno skupnost Čepovan, na jugozahodu na Krajevno skupnost Grgarske Ravne-Bate in na zahodu na Krajevno skupnost Banjšice, preostali zahodni in severni del pa meji z občino Kanal ob Soči in Tolmin. V celoti ali deloma se na Lokovški planoti nahajajo naselja:  
- Mestna občina Nova Gorica: Lokovec, Čepovan (V in JV pobočje Č. dola), Banjšice (V območje), Bate (JV območje)
- Občina Tolmin: Kanalski Lom (V in JV območje), Grudnica
- Občina Kanal ob Soči: Kal nad Kanalom (J in V območje)

## Banjško - Lokovška planota
Banjško planoto stopničaste plasti, ki se dvigajo nad Goriško ravnino in dolino Soče proti notranjosti, členijo na posamezne podenote: Banjšice, Lokovška planota, Čepovanski dol in Kraška polja (Grgarsko, Zagorsko in Ravniško). Na najnižji stopnji je Grgarsko kraško polje (kotlina), nad njim proti vzhodu sta precej manj izraziti Zagorsko in Ravniško polje, v smeri SV pa Čepovanski dol, "gotovo eden najizrazitejših suhih dolov na svetu sploh." (Melik, 1961, Geografski zbornik), ki je ločnica med Banjško-Lokovško in Trnovsko planoto. Banjšice so rahlo valovita travniška planota z odprtim razgledom proti jugu, severu in zahodu. Od tu se proti vzhodu površje stopničasto dvigne do reliefno močno razgibane zakrasele Lokovške planote. Podenoti Banjšice in Lokovška planota oziroma Banjško-Lokovška planota je najzahodnejši reliefno neenoten izrastek dinarskega višavja. Nekateri viri jo obravnavajo skupaj s Trnovskim gozdom, Nanosom in Hrušico, drugi s flišnim svetom Kambreškega, ki se dviga zahodno od Soške doline.

## Lokovško pogorje
Lokovsko pogorje je opisano v drugi knjigi Poknežena grofija Goriška in Gradiščanska (avtor Rutar Simon) izdani 1892-1893: "Trnovsko planoto deli v dva skoro jednaka dela globoko urezana Čepovanska dolina (Čepovan 607 m), ki se na jugu razširi v Grgarsko (279 m) in Ravniško (438 m) kotlino. Pred njima stoji škrbasti jugozahodni rob s Sveto goro (Skalnica 684 m) in s sedlom Prevalo (348 m). Zahodni del se imenuje tudi Banjška planota, v katero je daleč zarezano Avščekovo debro. Na njej se vzdigajo podolgasti hribi, ki se sklepajo vzporedno s Čepovansko dolino v malo gorovje, Lokovsko pogorje. Tu je najvišji hrib Veli vrh (1072 m), vzhodno od Loma (600 m), potem Lašček (1070 m), vzhodno od Kala (692 m). Nižji vrhunci so: Bojnik (957 m), ZgoreInice (878 m) in Jelenek (789 m) pri Batah."

## Hribovje Lašček, Planota Lašček, hrib/vrh Lašček
Lašček, poimenovanje območja in enega od dveh najvišjih vrhov na planotah med Sočo, Idrijco in Čepovanskim dolom, najdemo v Franciscejskem katastru za Lokovec iz leta 1822 z imenom Laszeh. V virih dežel predhodnic sedanje Italije, Avstrije in Slovenije je kasneje z imeni Vlatzek (Illyria 1829-1835), Lašček, Vlazeh, Vlazek, Lascek, Lascik, Laschek in Monte Lasce. Franc Krašan, botanik in terenski raziskovalec, je leta 1868 objavil Poročilo o ekskurziji v hribovje Lašček med Kanalom in Čepovanom v obdobju med 5. in 8. avgustom 1867, v katerem pojasni, da je raziskoval celotno območje Lokovške planote in okolice (Čepovanska dolina z obema pobočjema do Trebuše, Banjšice s pobočjem do Grgarja, Kanala in ob levem bregu Soče do Kala), uporablja pa takrat uradno poimenovanje območja Lašček (Lašček Gebirge - Gorovje Lašček). Leta 1915 je izšel Geografski terminološki slovar. V njem je zapisan strokovni termin samostojne geografske enote Planota Lašček, prevedeno: Lašček, Planota Lašček, Laščkova planota (v italijanščini Altipiano del Laschek, Lascik, Pianoro Lascek). "Po tem najvišjem vrhu (1072 m) na vsej planoti nad majhno vasico Lokovec se imenuje kraška planjava, katero od planote Trnovski gozd deli Čepovanski dol. Planota Lašček je na levi strani od Svete Lucije (danes Most na Soči) do Solkana obdana z dolino Soče, na desni pa z dolino Idrijce in s Čepovansko dolino. V povprečju je visoka 1000 m in skoraj brez rastlinstva. Zaključi se s Sveto goro (682 m) nad Solkanom, ki dominira vsej Goriški ravnini, kateri predstavlja glavno severno obrambo." V tem Geografskem terminološkem slovarju Banjška planota ni omenjena, navedeni so kraji in hrib v soseščini Planote Lašček: Čepovan, Trnovo, Sveta gora, Gorica, Gradiška. 
Henrik Tuma je v letih 1925–1926 v Geografskem vestniku objavil več člankov, oprtih na dolgoletna raziskovanja, o geografsko utemeljenih razlagah krajevnih imen. Za Lašček (»1070 m na Kalski planoti nad Čepovanom«) je napisano: LASTA morfologično pomeni hribe ali gore, ki so »sestavljene iz skladastega pečevja« in »na lahko naklonjene plošče gole peči«. "Lašček je posebno goriško ime po laštastih kamenitih krajih in ne od lazov, ki so po gozdnatih tleh." Potomci prvih naseljencev pod Lašček so povedali, da imata vrhova Lašček in sosednji Nemšček takšni imeni zato, ker so si en vrh lastili Lahi, drugega pa Nemci, vmes pa je nekoč potekala meja. Laško je (bilo) karkoli italijanskega, po obrobju Lokovške planote v bližini Laščka pa je od nekdaj potekala kakšna meja med gospostvi in med pražupnijami. "Ime Lah < Vlah je na slovenskem prvotno označevalo staroselca, romaniziranega Kelta, neslovanskega prebivalca vzhodnih Alp in Panonije pred prihodom Slovanov, kasneje splošno romansko govorečega, zlasti Italijana, v Beli krajini pa tudi uskoka," in kot podstav velja za vse toponime iz osnove Lah- in Laš-. (VIR: Snoj, Etimološki slovar slovenskih zemljepisnih imen). Franc Truhlar, zunanji sodelavec SAZU Inštitut za arheologijo, je leta 1974 v Arheološkem vestniku (Banjška planota - arheološka terra incognita?) zapisal, da značilno ime vrha Lašček utegne opomniti na morebitno nekdanjo rimsko utrdbo.

### Hribi na Lokovški planoti
Leta 1001 je v listini cesarja Otona III. navedeno ozemlje "med Sočo in Vipavo in Vrtovinom ter slemeni Alp". Danes je bolj ali manj sprejeto, da gre pri »iuga Alpium« za gorski greben nad Vipavsko dolino, katerega severno in severovzhodno mejo povezujemo z vrhovi na planoti Lašček, Lokovec (danes Banjško-Lokovška planota) in Trnovski planoti, in je kasneje postala tudi meja s Tolminsko. Historična topografija Primorske (do leta 1500) na podlagi gradiva Milka Kosa omenja gore Alpe S in SV od Gorice od okoli leta 1200 dalje in okoli leta 1370 zapis o goratih Banjšicah. Do 16. stoletja so si naziv "Il gran signore delle Alpi" - "veliki gospodarji Alp" in "gorski princi", lastili Goriški grofje, katerim so s Krna vozili led za hlajenje živil. Pavlinovo "Goriško gospostvo ob prehodu pod Habsburžane (na osnovi urbarja iz leta 1507)" navaja, da je v okviru takratnega obsega tega gospostva (ne glede na cerkveno organiziranost) področje "V gorah" zajemalo Srednje Posočje in današnjo Banjško-Lokovško planoto z Grgarjem, Čepovanom, Gorenjo Trebušo in Kanalskim Lomom, Tolminski Lom in Dolenja Trebuša pa sta bila del tolminskega gospostva. Pavlin piše, da okoli leta 1500 gozdnato območje Lokovcev ni bilo poseljeno. 

#### Tisočaki
Vsi vrhovi nad 1000 metri nadmorske višine na območju med Goriško ravnino, Soško dolino, Dolino Idrijce, Dolino Trebuščice, Čepovanskim dolom in Grgarsko kotlino, so na Lokovški planoti: Lašček (1071 m), Veliki vrh (1071 m), Senebik (1059 m), Ojstrica (1042 m), Nemšček (1034m), Temno (1034 m), Srednji vrh (1031 m), Štosovec (1027 m), Špile (1020 m), Kušnik (1008 m) in desetina še neimenovanih vrhov. 
Ledinsko ime B. Senvik (Območje Senvik), kakor je poimenovan tudi tisočak Senebik, se prvič pojavi na zemljevidu Slovenija na vojaškem zemljevidu 1763-1787.

#### Hribi
Rojčev vrh (993 m), Pirce (908 m), Učje (944 m), Duga (912 m), Murnov Košac (948 m), Koprivnik (951 m), Senčin (969 m), Špik (921 m), Komeščin (932 m), Rojčev vrh (972 m), Smrdikovec (899 m), Berbik (859 m), Kalski breg (945 m), Bezlajci (931 m), Benškarjev vrh (920 m)

#### Vrhovi mitske krajine
Na območju Lokovca in sosednjih vasi na Banjško-Lokovški planoti so še ohranjene nekatere naravne lokacije, del nekoč bolj prepoznavne mitske krajine. Ena od "glav" starovercev je Črna glava (826 m), vrh na južnem robu Lokovške planote, na tromeji krajevnih skupnosti Lokovec, Grgarske ravne-Bate in Čepovan. Na tem vrhu in na bližnjima Peščeni glavi ter Volniku naj bi nekoč ležali trije obredni kamni, t.i. "kačje glave" (več glej podpoglavje Mitska krajina in staroverstvo v članku Lokovec).

## Nastanek planote
Z visoke Lokovške planote se površje strmo prevesi v geomorfološko posebnost tega območja – Čepovanski dol. Rob med njima poteka po kopastih vrhovih na nadmorski višini od 800 m do 950 m, ki si sledijo v smeri JZ-SV, in tvorijo tudi mejo med KS Lokovec in KS Čepovan. Čepovanska dolina je globoko vrezana v kraško planoto in izrazito obvisela nad dolino Idrijce, po njej pa ne teče noben vodotok. Mnenja stroke glede nastanka te doline so še vedno deljena. Po teorijah Melika (Melik, 1960) naj bi Čepovansko dolino izdolbla reka, ki je izvirala v južnem delu Julijskih Alp in je med Mostom na Soči in Solkanom tekla vzporedno s Sočo, svoje vode pa je zbirala v porečjih današnje Bače, Cerknice in Idrijce. Vzrok, da je ta rečna dolina danes suha, naj ni bil v pretočitvi Čepovanske reke zaradi vplivov tektonike, in naj bi se reka ob dvigu Trnovske in Lokovške planote prelila proti Tolminski kotlini.

Nastanek Banjško-Lokovške planote je posredno zapisan v članku Čepovanska dolina in njen nastanek, avtorice Jerice Mrak Pestotnik (Geografski obzornik, 1995, številka 3) ter v članku Kraški izvir Mrzlek - njegovo zaledje in varovalno območje (Peter Habič). 
"Obilo vode, ki je potrebna za nastanek take doline, naj bi Čepovanska reka zbirala v porečjih današnje Bače, Cerknice in Idrijce. Po Melikovih izračunih naj bi rečna erozija trajala 5,5 milijonov let. Habič meni, da je glavni vzrok za nastanek in pretočitev Čepovanske reke tektonika. Reka naj bi se sprva zarezala v široko, uravnano površje, prekrito s peski in prodi. Dvig Trnovskega gozda in celotnega Lokovca pa naj bi povzročil pretočitev te reke k zastajajoči Tolminski kotlini in od tam po Soški dolini proti Solkanu. Manjše stopnje in police v dnu doline naj bi nastale z različnim dviganjem blokov po prekinitvi hidrografskih procesov. Najbolj značilna stopnja je nad Čepovanom, ob prečnem prelomu Avče-Dol. Habič se strinja z Melikovo razlago reke, ki naj bi vodo zbirala v porečjih današnje Bače, Cerknice in Idrijce. To naj bi potrdile tudi analize starejšega rečnega proda, ki so ga našli na dnu Čepovanske doline in na robnih policah v Lokovcu. Voda naj bi iz Idrijskega in Cerkljanskega hribovja prinesla kremenove prodnike, slabo zaobljene rožence in rdečkaste peščenjake. Omenjeni nanosi pa ne zanikajo možnosti, da je nekoč morda Soča tekla po Čepovanski dolini. Habič v nasprotju z Winklerjem meni, da je nagnjenost dolinskega dna proti severu in jugu posledica krajevnih erozijskih in korozijskih procesov. Govori tudi o izoblikovanju razmeroma širokega, ploskega dolinskega dna v osrednjem delu in ga povezuje z morfogenetskim preoblikovanjem neposredno pred pretočitvijo. Habič tudi primerja površja v ozkem hrbtu med Čepovansko dolino in dolino Trebuše. Hipsografske značilnosti so v tem delu precej bolj skladne z dnom Čepovanske doline in nagnjenost tega slemena je prav nasprotna, kot je nagnjenost Lokovca na drugi strani doline. Morfološka analiza slemena med Čepovansko dolino in Trebušo je pokazala, da pripada površje slemena v višinah nad 850 m v resnici eni od teras Čepovanske reke, ki je pred intenzivnejšim poglabljanjem izdelala širše dno v severnem delu med Lokovcem in Trebušo. O takšni naravi površja v višinah med 800 in 850 m priča tudi obsežen nanos rečnega proda, ki je ohranjen v Lokovcu v kraško preoblikovani pokrajini ustrezne erozijske terase. Sleme med Čepovansko dolino in Trebušo je v tej dobi predstavljalo dolinsko dno pritokov Čepovanske reke ob severnem vznožju Trnovskega gozda. V smeri proti Lokvam in Velikemu Vrhu (1185 m) so ohranjene nad Lazno višje terase oziroma nivoji, ki se ujemajo s tistimi v Lokovcu. ...  Pri Čepovanu prehajajo pobočja proti Lokovcu v skladovit mikritni in oolitni apnenec z vložki apnenčeve breče. Vzporedno s tem pasom se vleče iz Trnovskega gozda pas s skladovitim mikritnim in oolitnim apnencem in se nadaljuje proti Kalu nad Kanalom."
Na Banjšicah so triasne, jurske in kredne kamnine razmeroma dobro prepustne in izdatno zakrasele. Nekoliko manj propusten je zgornjetriasni dolomit, v katerem je zlasti okoli Čepovana nekaj manjših izvirov, ki napajajo kratek površinski Čepovanski potok, ki ponikne preden doseže apnence. Kjer so dolomiti bolj predrti, ponika padavinska voda neposredno v zakraselo podlago. Na flišnih kamninah je razvita površinska hidrografska mreža. Zaradi karbonatnih vložkov v flišu se ponekod pojavlja lokalna kraška cirkulacija ter majhni kraški izviri. Površinske vode s fliša pri Ravnici in zahodno od Grgarja ponikajo v Grgarski kotlini. Pri Batah je manjša občasna ponikalnica, več kratkih površinskih potokov je tudi na Banjšicah. V zahodnem flišnem obrobju Banjške planote so površinske vode izoblikovale številne grape. 
"Severni del Lokovške planote prečkata dve globoki kraški depresiji, ki kažeta izrazito smer sever-jug. Vzhodno korito tvori depresija Draga-Špilenca-Čerček-Na Prevalu in je dolgo okoli 5 km s širino le nekaj 100 metrov. Njegova najgloblja točka je na n.v. 788 m. Zahodno korito se začne pri n.v. 981 m vzhodno od Korena, prehaja vzhodno od točke z n.v. 931 m in sega južno čez Na Levpah z najglobljo lego na n.v. 888 m. Te vdolbine brez odtoka so pogreznjene do 200 m v površje. Potek teh kotanj se zelo presenetljivo ujema z že omenjenimi motnjami, za katere se domneva tudi, da je do njih prišlo v obdobju po nastanku stare krajine. Zato je smiselno domnevati, da je bila na mestih, kjer je bila kamninska struktura bolj zrahljana, še posebej intenzivna kraška erozija in je povzročila nastanek teh podolgovatih uval, katerih smer je bila odvisna od prelomov. Vzhodna kraška globel vsebuje na več mestih v nedrju svojih vrtač ostanke augenštajnskega prodnega pokrova, ki se je, sodeč po višje ležečih ostankih teras, kasneje pogreznil do globine več kot 100 m. To je nasprotje naplavin, ki drsijo po pobočjih Čepovanske doline. V kraških depresijah s širokim dnom in njihovimi ostrimi krivuljami lahko vidim kraške hidrografske ekvivalente "fluvialne" erozije, ki je ustvarila Čepovanski dol in globlje zarezane, novejše doline. Predvidevam, da so se tako obsežne kotanje lahko razvile le v zelo dolgem časovnem obdobju, s stranskim širjenjem površinskih oblik, ki jih je ustvarila kraška erozija, in združevanjem vrtač, ki so nastale v manjše ali večje depresije. Kraška erozija, ki se je začela kasneje na mlajših območjih (npr. dno Čepovanske doline), ne ustvarja več tako globokih in velikih kraških oblik (uvali in lijaki), kot jih srečamo na območju stare pliocenske planote. Omenjena dva velika uvala, ki sta bližje dnu te mladopliojske doline kot bolj oddaljena depresija Na Levpah, nista bila poglobljena do enake globine kot "fluvialna" dolina Čepovan. Iz mojih navedb je razvidno, da so na kraških planotah poleg zrele, fluvialne Čepovanske doline tudi znaki zgodnjega zrelega krasa, ki je pustil svoje mlajše poteze na pozno zreli pokrajini prejšnje epohe. Ti se na posebej izrazit način pojavijo vzdolž prelomov."
Vpogled v grafiko geologije območja preko prostorskega in geografskega informacijskega sistema občin (GIS) PISO omogoča poiskati mikrolokacije geoloških pojavov (fosili, geomorfološki pojav, gradbeni pojav), geoloških meja in tektonskih struktur (prelomnice so pretežno v smeri SZ-JV), ipd. O terenskih geoloških raziskavah območja v začetku 20. stoletja sta pisala Franz Kossmat in Artur Winkler.  

## Dinarsko - kraška pokrajina

### Kamnitost
Suhozid, terase (lašte), kašte, miri in grobl(j)e (gomile odstranjenega kamenja, ki ni bilo uporabljeno za gradnjo) so krajinska značilnost Lokovške planote in dediščina kompetenc njenih priseljencev, ki so preložili in obdelali ogromno kamenja. To se odraža tudi v organizaciji prostora in potezah krajine. Pri naselitvi kraškega okolja je moral človek premagati več ovir: pomanjkanje vode, pomanjkanje obdelovalnih površin, skopost pašnikov, zahtevne vremenske pogoje, brezpotja... Poljedelstvo se je razvilo, ko je pridobil in zadrževal zemljo s krčenjem gozda in gradnjo zaščitnih ter hkrati mejnih zidov in teras na osončenih pobočjih, kjer so nastajale majhne njive in vrtače. Veščina suhozidne gradnje (znanje in tehnike) je bila leta 2018 vpisana na UNESCO»UNESCO - Art of dry stone walling, knowledge and techniques«. ich.unesco.org (v angleščini).</ref> Reprezentativni seznam nesnovne kulturne dediščine človeštva. Kataster suhozidov je dostopen v Javnem pregledovalniku grafičnih podatkov Ministrstva za kmetijstvo v sklopu Krajinske značilnosti - suhozidovi. Na območju Mestne občine Nova Gorica je bilo popisanih skoraj 797 km suhozidov oziroma 2,8 km suhozidov/km². Nekaj je tudi še ohranjenih s kamenjem tlakovanih poti. "Kljub zgodovinski in prostorski vseprisotnosti kamna pa o kamnitem stavbnem pejsažu ne moremo govoriti vse do postopnega razmaha kamnitih podeželskih stavb od konca 18. stoletja naprej. V tem obdobju kamen, sicer še vedno neločljivo povezan z lesom, postaja glavno stavbno gradivo. Predstavlja se v zidavi nosilnih sten, slopov in stebrov iz navadnega lomljenca ter v obliki konstrukcijsko in estetsko pomembnejših klesanih stavbnih členov, kot so vogalniki, portali, okenski okviri, stebri, preklade, stopnice in podobno. Lepše izdelani in masivnejši kamniti stavbni členi so doma na Livškem, Kobariškem, Šentviški planoti in Banjšicah, kjer se posebno Lokovec »s kamnom baha«. Uporaba lokalnih kamnin v gradbene namene je glede na ostale slovenske pokrajine resnično pestra. Zidana stavbna dediščina pravzaprav zrcali bogato geološko preteklost prostora in si zasluži posebne umetnostno-zgodovinske ter geološke raziskave." so zapisali v publikaciji GRADIMO ZA JUTRI - zgodovinski pregled gradbenih materialov, na katerih je slonela gradnja v Zgornjem Posočju.

### Kraške vrtače
Kot objekt jutrišnje naravne dediščine se Banjška planota predlaga za naravno vrednoto zaradi površinske geomorfološke zgradbe (tipična visoka kraška planota). Stroka omenja kot novo območje jutrišnje naravne dediščine, kjer bi bile smiselne še dodatne raziskave in zbiranje podatkov o morebitni botanični in zoološki dediščini, saj že obstajajo nekateri argumenti in podatki, predvsem geološki in geomorfološki, zelo zakrasel, vrtačast svet v katastrski občini Lokovec (kar 45 vrtač/km2; Perko, D., Orožen-Adamič, M. 1998) -  torej bi bil predlagan tip naravne dediščine: 4.1 površinska geomorfološka vrednota 4.1.1 kraška površinska oblika 4.1.1.11 vrtača.

### Kraške jame
V eKatastru jam je vpisanih in opisanih skoraj 20 različno velikih, dolgih in globokih kraških jam in brezen na Lokovški planoti. Nobena od njih ni odprta niti urejena za ogled. Vse jame in brezna še niso odkrita. Najobsežnejša raziskava in popis jam je bil izveden med 1. svetovno vojno za potrebe vojaških zavetišč. Leta 1921 je Planinski vestnik objavil strokovno poročilo Pavla Kunaverja, Jame na Trnovskem gozdu in na planoti Lokovec. Kunaver je bil pomemben član posebne vojaške skupine za raziskovanje jam, ki je s pomočniki med prvo svetovno vojno preiskal in popisal 106 jam na planoti Lokovec in na zahodnem delu Trnovskega gozda ter o tem pisal in objavljal.

### Brezvodnatost
Na Lokovški planoti ni površinskih tekočih voda. Padavinske vode poniknejo v podzemne bazene mladega visokega krasa in na dan pritečejo v kraških izvirih v Grgarski kotlini in dolinah Avščka, Soče in Idrijce. Večina domačij v Lokovcu je z vodo samooskrbnih. V kamnitih podzemnih štirnah in drugih vodnih zbiralnikih prebivalci že od poselitve zbirajo deževnico s streh. Nekaj domačij v Spodnjem Lokovcu ob cesti Čepovan - Lokovec in v vaškem jedru Srednjega Lokovca je priključenih na vodovodno omrežje napeljano iz Čepovana. Vodovod Čepovan oskrbuje območje v dolžini 47 km vodovodov. Sistem se napaja iz starega zajetja Puštale in petih zajetij Močile nad Čepovanom. Voda iz zajetij se zbira v zbiralniku in se preko tlačnih peščenih filtrov tlači v vodohran nad Čepovanom, ki je obnovljen in ima na iztoku dezinfekcijo vode z UV žarki. Zaradi starega omrežja v kraju Čepovan in dolgega vodovodnega omrežja se v cevovod dodaja klor. Preko črpališča za Lokovec, kjer se dodatno klorira in kontrolira prosti klor, se voda črpa do Lokovca in naprej do Kala nad Kanalom.
V posameznih zaselkih Lokovcev je bilo in je še več stoječih voda, ki jih domačini poznajo kot močila, mačila, kal, kalč, kaluža, puč, vaška in lokva, in jih najdemo, kjer so manjše zaplate nepropustne ilovice. Polnijo se z deževnico. Pastirji in kmetje so mačila uporabljali za napajanje živine. Nekatera so obzidana s kamni (zavelbana). Kalče z bolj čisto vodo so uporabljali tudi za pranje perila (žehtanje). Kaluže v gozdovih, kjer se napaja divjad, so tudi na višini okoli 1000 m.

### Vetrovnost
Veter je dnevni spremljevalec prebivalcev in nanj morajo biti pripravljeni tudi obiskovalci Lokovške planote še posebej v hladnejšem delu leta. Človeku je koristil za naravno sušenje, v prihodnje pa bo morda tudi kot vir vetrne energije. V monografiji Ekosistemska družbena ureditev beremo: "Strokovne podlage za opredelitev potencialnih območij za postavitev vetrnih elektrarn z močjo nad 10 MW za Slovenijo so bile izdelane na podlagi ekonomsko-razvojnega in varstvenega kriterija (omejitve na varstvenih, zavarovanih, ogroženih in drugih območjih s posebnim pravnim režimom). Ugotovljeno je bilo, da imata največ vetrnega potenciala JZ Slovenija, severna Primorska in deli SV Slovenije, kjer povprečne vetrne hitrosti na višini 50 m nad zemeljskim površjem presegajo hitrost 3–5 m/s. Potencialna območja za postavitev vetrnih elektrarn moči nad 5 MW so po omenjeni študiji: ..., Grgar–Trnovo, Banjšice–Lokovec in Avče."

### Mrazišča
"Klimatsko in fitogeografsko leži Lokovška planota na stičišču submediteranskega, dinarskega in predalpskega vpliva. Za njen osrednji del je značilna kontinentalna klima z veliko padavinami, pojavljajo pa se tudi mrzlišča kot posebnost oziroma naravna znamenitost." Poleg laičnega imamo tudi strokovne meritve za mrazišče "v Gorenjem Lokovcu v sestavljeni vrtači z lokalnim imenom ‘Na Dolin’ z dnom na 810 m n.m.v. in globino le nekaj čez 10 m in iztokom iz mrazišča poraščenim s smrekovim gozdom, ki še dodatno zadržuje hladen zrak", kjer se temperatura spusti tudi na -25,5 st. C.

## Narava

### Botanične posebnosti - redke rastline - edino nahajališče v Sloveniji
Na podlagi dolgoletnih terenskih opazovanj in upoštevanja relevantne literature (T. Wraber) je do pred kratkim veljala verjetna nesamoniklost nekaterih semenk v flori Slovenije vrst Saxifraga granulata in Thlaspi caerulescens. Saxifraga granulata je znana na dveh lokacijah (Trenta, Lokovec), gozdni mošnjak (Thlaspi sylvestre, v novejših florah T. caerulescens) pa v vsej Sloveniji le na enem samem nahajališču, v Lokovcu. Tam je to vrsto odkril K. Zirnich l. 1942. Najdbo sta objavila Cohrs (1953: 93) in Mezzena (1986: 162), nahajališče pa potrdili Tone Wraber, Tinka Bačič in Sabina Wraber, 20. 5. 2001 (Wraber 2005: 5-6).  
Skupina raziskovalcev (Igor Dakskobler, Marija Skok, Gabrijel Seljak, Jože Lango in Martina Bačič) je leta 2020 objavila študijo Dopolnjena vednost o razširjenosti in rastiščih redke vrste v flori Slovenije, v kateri navaja, da so v Čepovanski dolini (zaselek Šulgi), na severovzhodnem robu Lokovške planote v vasi Grudnica in pri vasi Sveto v južnem delu te planote našli nova nahajališča vrste Thlaspi sylvestre (T. caerulescens), ki dopolnjujejo njeno do zdaj znano razširjenost v Sloveniji (Srednji Lokovec, Vrata), in popisali njena rastišča. Raste na travnikih in pašnikih v okolici človekovih bivališč, v mejicah, na cestnih brežinah, na gozdnem robu in v svetlem pionirskem gozdu. Potrjena je domneva Toneta Wraberja, da ta vrsta v Sloveniji ni samonikla, in da se je na Lokovško planoto in v Čepovansko dolino priselila s človekovo pomočjo (vojaški transporti sena za konje in mule med 1.SV). Gozdni mošnjak (Thlaspi sylvestre, v novejših florah T. caerulescens) je evropska vrsta montanskega, subalpinskega in alpinskega pasu, značilnica gorskih gojenih travnikov iz zveze Triseto-Polygonion bistortae (Aeschimann & al. 2004a: 572).  
"Pod hišo pri Medvedu v Srednjem Lokovcu, ob robu najbližjega travnika, se je v zadnjem času, kar so kosci pospali, razmahnila navadna ognjica (Telekia speciosa). Visoka rastlina s svojimi zrelimi cvetovi spominja na sončnico. Dr. Wraber je domneval, da so jo k nam prinesli med 1. SV s konjsko krmo. Po letu 1970, ko sva se po Lokovcu klatila s fotografom Rafaelom Podobnikom, je tod še ni bilo." piše Rafael Terpin v Klanec do doma 2.  

### Zavarovane vrste
Na Lokovški planoti rastejo nekatere v Sloveniji zavarovane domorodne rastlinske vrste: brstična lilija, navadna ciklama, nepravi sršaj, venerini lasci, alpska možina, navadna obročnica, teloh.

### Lokovški gozd
Planota je danes 80% pokrita z gozdovi in se zarašča. Gozdnata je bila tudi v preteklosti. Na vojaškem zemljevidu Illyria 1829-1835 je označen Lokovški gozd oz. Loccavizer Wald. Na pojavnost gozda na dinarskem svetu Lokovške planote vplivajo različni kraški pojavi, na njegov videz in kakovost pa tudi naravni pojavi. Lokovški jelovi, smrekovi in bukovi gozdovi odražajo posledice žledolomov, vetrolomov ter škode zaradi lubadarja, ki so območje prizadele v zadnjem desetletju. Zaradi vse manj paše in košnje se po drugi strani zaraščenost povečuje. Listja se ne spravlja več, nekdanje urejene gozdne poti so zamenjale vlake za težko gozdno mehanizacijo, gozdovi postajajo neprehodni. Na Lokovški planoti padavinske vode odtečejo v podzemlje, zato tu gozd bistveno prispeva k ohranjanju kakovostnih podzemnih voda ter s tem pitne vode.

### Borova nasadba
Borova nasadba je nasad črnega bora na pobočju pod cesto v Spodnji Lokovec iz Puštal v Čepovanski dolini. Obsega 35 ha. Osnovan je bil konec 19. stoletja na opuščenih pašnikih. V njem se je v preteklosti intenzivno smolarilo, na kar opozarjajo velike, za smolarjenje značilne rane na deblih, ki so svojevrstna naravna "forma viva". Zaradi revne sestave tal in skromnih padavin se na zdaj že več kot stoletnih borovcih občasno pojavljajo obolenja in s tem so povezani načrti za pomlajevanje nasadbe. Civilna pobuda za izločitev dela gozda črnega bora zaradi njegovega posebnega pomena iz rednega gospodarjenja in za njegovo zaščito je bila pred kratkim oživljenja in nadgrajena s projektom vzpostavitve tematske poti ter predlogom, da vsaj del nasadbe pridobi status naravnega spomenika in/ali gozda s posebnim namenom, za kar zadošča občinski odlok.  

### Prostoživeče živali
Naravne danosti omogočajo bivanje različnim prostoživečim živalskim vrstam. Prisotne so zavarovane vrste (rjavi medved, volk, krokar, male zveri, ujede) in divjad (divja svinja, navadni jelen, navadna lisica, jazbec, kuna, poljski zajec, siva vrana). Človek je z divjimi živalmi in lovom povezan od pradavnine. V imenu in za zaščito splošnega interesa družbe za prostoživeče živali v Sloveniji skrbi Lovska zveza društev. Območje Lokovške planote kot lovišče spada pod Lovsko družino Čepovan, ki opravlja funkcije pregledništva, čuvanja, odstrela, hranjenja, odpravljanja škode, zasajanja krmnih površin, čiščenja in vzdrževanja gozdni poti ter izobraževanja. 

## Naselitev
Gozdnatost in neprehodnost, nadmorska višina in s tem povezani vremenski pojavi, odsotnost vodnih virov, zgodovinski dogodki, tromeja med zemljiškimi gospostvi (goriško, kanalsko, tolminsko), od leta 1575 pa tudi Karlov rudniški red, ki je prepovedoval krčenje gozdov za napravljanje rovtov, rejo koz in kmetovanje, so okoliščine, ki so ovirale zgodnejšo naselitev      Lokovške planote. Glej tudi članek Lokovec.
V preteklosti je bila Goriška komunikacijsko povezana s predalpskim hribovjem in naprej s Kranjsko po dolini Soče, preko Trnovskega gozda, Grgarske kotline in Čepovanske doline pa je verjetno potekala tudi rimska pot, ki je Vipavsko dolino povezovala s predalpskim svetom (vir: F. Truhlar, Struktura in razvoj cestnega omrežja današnje Slovenije od Halštatskega do slovanskega obdobja). Na zgodnjo prisotnost človeka na Banjški in Lokovški planoti opozarjajo stara imena krajev, ledin in višin ter cerkvenih patrocinijev. Na morebitno utrdbo utegne opomniti tudi hrib z značilnim imenom Lašček, je leta 1974 v Arheološkem vestniku (Banjška planota - arheološka terra incognita?) zapisal Franc Truhlar. Okoliščina, da so v kamnolomu ob cesti od Grgarja proti Čepovanu leta 1889 našli zakladno najdbo 17 bronastih srpov (hrani Museo Civico v Gorici, Italija), da je bila leta 1994 na JV delu Banjšic na meji z Lokovcem med vzpetinama Smrdikovec in Volnik najdena bronasta plavutasta sekira, da je bila na območju zalednih barak iz 1. SV pod vzpetino Biškovec V od zaselka Podlešče leta 1997 najdena prazgodovinska sekirica, na hribu Senebik v Gornjem Lokovcu pa je bila najdena dvoramna bronasta fibula, nakazujejo, da je bil na planoti Lašček/Lokovec človek prisoten že v pozni bronasti dobi (9. do 6. stol. pr.n.š.) in da je uporabljal prehod med Goriško/Vipavsko in Tolminsko/Idrijsko čez Čepovanski dol in okoliške planote. Ni dokazov, da bi se tu že takrat naselil.
"To območje je v rimskem obdobju sodilo k provinci Venetia et Histria in po langobardski okupaciji v okvir Furlanije. Langobardska oblast na območje slovanske poselitve vzhodno od Soče ni segla. Z zasedbo Furlanije leta 776 je langobardsko furlansko vojvodstvo postalo last frankovskih vladarjev. Nov položaj je nastopil s pustošenjem Madžarov – njihov prvi vdor v Furlanijo je dokumentiran za leto 889. To burno obdobje je končala vnovična konsolidacija oblasti pod cesarjem Otonom I. leta 951. Leto zatem je Oton Furlanijo z veronsko mejno grofijo in Istro izločil iz italskega kraljestva in jo podredil bavarsko-karantanskemu vojvodi, leta 976, ko se je Karantanija ločila od Bavarske v samostojno vojvodino srednjeveško Koroško, pa je oblast nad njo prevzel koroški vojvoda kot veronski mejni grof. V drugo polovico 10. stoletja datirajo tudi prve vladarske darovnice za oglejskega patriarha, ki jim je leta 1001 sledila podelitev Solkana in Gorice oglejskemu patriarhu in furlanskemu grofu s strani Otona III. Leta 1077 je kralj Henrik IV. svetno oblast nad grofijo predal oglejskemu patriarhu Sigehardu. V prvi četrtini 12. stoletja se je na tem ozemlju pojavila grofovska rodbina z Bavarskega, imenovana po Gorici. Goriški so kot koroški palatinski grofje imeli obsežno ozemlje na današnjem Vzhodnem Tirolskem in Gornjem Koroškem in so med drugim nasledili tudi odvetništvo nad oglejsko cerkvijo in si, četudi so bili patriarhovi vazali, na vzhodu Furlanije na obeh straneh Soče od Kanalske doline navzdol pridobili posesti, ki so jih postopoma združili v goriško grofijo ter se izločili iz Furlanije. Tolminsko se jim je izmikalo in šele njihov dedič habsburški cesar Maksimilijan I. ga je po beneško-avstrijski vojni 1508–1509 priključil grofiji.
Intenzivnejši proces pokristjanjevanja se je tu tako kot drugod na oglejskem teritoriju vzhodno od Soče pričel šele v začetku 9. stoletja. V ožji okolici obravnavanega območja so do konca 10. stoletja nastale štiri pražupnije: Volče, Solkan, Vipava in Komen. Na Srednje Posočje je prek Goriških Brd segala pražupnija Buttrio, pod katero je spadala župnija Marijinega vnebovzetja v Kanalu ob Soči. Najdemo jo v privilegiju papeža Inocenca IV. za rozaški samostan iz leta 1245 (sancta Maria de Canali), nato pa v seznamu papeških dajatev iz leta 1296. Najnovejše arheološke najdbe iz obdobja köttlaške kulture bi lahko začetke te župnije postavili vsaj v 11. stoletje. Teritorij kanalske župnije se je na zahodu držal vznožja Goriških Brd, na vzhodu pa je segel na Banjško-Lokovško planoto. Toponima Kanalski Lom in Tolminski Lom na severu tega območja nakazujeta mejo med kanalsko in tolminsko (pra)župnijo. H Kanalu je sodil še Lokovec, medtem ko sta Čepovan in Grgar pripadala župniji v Solkanu. Prvi kraji na Banjško-Lokovški planoti so dokumentirani v goriškem urbarju iz okoli leta 1200, vendar je bilo to območje naseljeno že v rimski dobi in še prej, tako da lahko brez posebnega zadržka predvidevamo, da razmejitev med kanalsko in srednjeveško solkansko župnijo izvira še iz časa, ko sta se izoblikovali pražupnija v Buttriu, iz katere se je izločila župnija v Bračanu, in solkanska pražupnija."
Pretežni del Lokovške planote je ob prelomu tisočletja spadal v župnijo Kanal in le njen manjši del v pražupnijo Solkan, kar predstavlja tudi njeno lastniško razdelitev. To izhaja iz zgornjega povzetka iz Höflerjeve publikacije O prvih cerkvah in župnijah na Slovenskem in iz listine cesarja Otona III. leta 1001 o podelitvi grofu in patriarhu vsakemu »polovico gradu, ki se mu pravi Solkan, in polovico vasi, ki se v jeziku Slovanov imenuje Gorica« (medietatem unius castelli quod dicitur Siliganum et medietatem unius ville que Sclavorum lingua vocatur Goriza), polovico hiš ter drugih posesti in pravic v teh dveh krajih in na ozemlju v mejah krajev »med Sočo in Vipavo in Vrtovinom ter slemeni Alp« (vel in finibus locorum que sunt inter Ysoncium et Wipaum et Ortaona atque iuga Alpium). Pri »iuga Alpium« gre za gorski greben nad Vipavsko dolino, katerega severno in severovzhodno mejo določajo nepremične in premične arheološke najdbe, predstavljene v nadaljevanju. V goriškem urbarju iz okoli leta 1200 se na Banjško-Lokovški planoti že omenjajo vasi, ki so deloma spadale pod pražupnijo v Kanalu in deloma pod solkansko pražupnijo. Srednjeveška solkanska (pra)župnija se je takšna ohranila do jožefinskih reform v zadnji četrtini 18. stoletja.
Trajna naselitev planote Lokovec se je dogajala ločeno iz več smeri: s tolminske, kanalske in z goriške, kar se še vedno odraža tudi v vplivu narečij na govorico v Spodnjem, Srednjem in Gornjem Lokovcu. Vojko Pavlin v knjigi "Goriško gospostvo ob prehodu pod Habsburžane (na osnovi urbarja iz leta 1507)" piše, da okoli leta 1500 gozdnato območje Lokovcev še ni bilo poseljeno. Goriški grofje in za njimi Habsburžani so tu imeli strnjeno posest, ki jo Slovenska historična topografija (SHT) navaja v Urbarju l.1507 in še prej, okoli l.1370, kot Zgornje Banjšice za potokom Avščkom, kar ustreza območju Lokovške planote. Naselitev severnega dela Lokovške planote, Čepovanske doline in Trebuš je povezana z iniciativo tolminskega zastavnega gospoda Neuhausa, ki je v začetku 16. stoletja s tolminske strani s kmeti začel poseljevati območja nad levim bregom Idrijce (Idrija pri Bači, Vrata v Čepovanskem dolu, Trebuša) in zasedati trebuške gozdove, zaradi česar je prihajalo do obmejnih sporov med tolminskim in goriškim gospostvom, za katero so Čepovanci tam opravljali razne lovske naloge in upravljali mlin. Obsežnejši val naselitve se je zgodil med 17. in 18. stoletjem ob glavni dolini na JV, V in SV strani Lokovške planote.
TABELA: Pred več kot 500 leti poseljeno manj gozdnato in po dolinah lažje dostopno obrobje Lokovške planote 
| območja na SZ, Z, JZ in Z obrobju Lokovške planote                                                         | leto omembe v SHT do 1507                                         | v Urbarju 1507 |
| --- | ----------------------------------------------------------------- | -------------- |
| Čepovan | 1296, 1460                                                        | da             |
| vrh Falconum (Montemfalconis - Sokolji vrh, verjetno današnji Škol oz. Veliki vrh pri Lokvah) pri Čepovanu | 1296                                                              | /              |
| Grgar | pred 1292, ok. 1370, 1388, 1398, 1412, 1426, 1471, 1481, 1505     | da             |
| Fobca pri Grgarju                                                                                          | 1368, 1388, 1426, med 1480-1484                                   | da             |
| Bate* (*tu vključene zaradi povezovalne poti s Spodnjim Lokovcem)                                          | ok. 1200, 1291, 1373, 1388, 1405, 1408, 1412, med 1480-1484, 1507 | da             |
| vrh Sleme pri Batah*                                                                                       | ok. 1200                                                          | /              |
| Ježevec pri Batah*                                                                                         | 1300                                                              | /              |
| Podlaka pri Batah*                                                                                         | 1426                                                              | da             |
| Krvavec pri Batah*                                                                                         | 1426                                                              | da             |
| Sveto pri Batah*                                                                                           | 1426, med 1480-1484                                               | da             |
| Banjšice* (*tu vključene zaradi povezovalne poti z Lokovcem)                                               | 1373, 1426                                                        | da             |
| Mrcinje pri Banjšicah*                                                                                     | ok.1200, 1291, 1426, 1471, med 1480-1484                          | da             |
| Lohke pri Banjšicah*                                                                                       | ok. 1200, 1388, 1426                                              | da             |
| Podlešče pri Banjšicah*                                                                                    | 1426                                                              | da             |
| Trušnje pri Banjšicah*                                                                                     | 1426                                                              | da             |
| Kal nad Kanalom                                                                                            | med 1430-1450                                                     | da             |
| Dol pri Kalu nad Kanalom                                                                                   | med 1430-1450                                                     | da             |
| Brezovo pri Kalu nad Kanalom                                                                               | med 1430-1450                                                     | da             |
| Bremci pri Kalu nad Kanalom                                                                                | ok. 1370                                                          | /              |
| Hum pri Kalu nad Kanalom                                                                                   | /                                                                 | da             |
| Ilovica pri Kalu nad Kanalom                                                                               | med 1430-1450                                                     | da             |
| Bahov(i)šče (Vrhavče) pri Kalu nad Kanalom                                                                 | /                                                                 | da             |
| Bukovci pri Kalu nad Kanalom                                                                               | /                                                                 | da             |
| Kopri(vi)šče pri Kalu nad Kanalom                                                                          | med 1430-1450, 1475                                               | da             |
| Levpa | med 1430-1450                                                     | da             |
| vrh Grad pri Levpi                                                                                         | /                                                                 | da             |
| Senica pri Levpi                                                                                           | med 1430-1450                                                     | da             |
| Bizjaki pri Levpi                                                                                          | med 1430-1450                                                     | da             |
| Hoje pri Levpi                                                                                             | /                                                                 | da             |
| Robi (Na robeh) pri Levpi                                                                                  | /                                                                 | da             |
| Zavrh pri Levpi                                                                                            | med 1430-1450                                                     | da             |
| Kanalski Lom                                                                                               | med 1430-1450                                                     | da             |
| Lom, Tolminski                                                                                             | 1377                                                              | da             |

### Arheološka najdišča na Lokovški planoti[46]
V arheološki kataster Slovenije so vpisani:
- Senebik: Na zahodnem pobočju hriba Senebik (1059 m) v Gorenjem Lokovcu je bila najdena dvoramna bronasta fibula. Prva omemba: Mlinar M., Žbona Trkman B., 2008, Banjška planota in Trnovski gozd v luči najnovejših arheoloških najdb, Goriški letnik 32, 9–22
- Grudnica: Arheološko območje Gradec, utrdba. Kamnita groblja na vrhnjem platoju vzpetine je morda ostanek neke utrjene postojanke, ki je nadzirala prehod od doline Čepovana na Most na Soči. Območje ni raziskano. Obdobje: srednji vek, novi vek.
- Levpa - Arheološko najdišče Grad: Prazgodovinsko gradišče z delno ohranjenim obrambnim okopom na jugozahodni strani, poselitev je možna tudi zunaj njega. Rimskodobna naselbina je dokazana na vrhnjem platoju hriba. Datacija: pozna bronasta doba, železna doba, rimska doba. Je spomenik lokalnega pomena.[47]
- Kanalski Lom - Arheološko najdišče V Glavi: Naselbinski sledovi so vidni v terasiranju, še ohranjenem suhem zidu za obrambo na zahodni strani in v najdbah prazgodovinske lončenine na površju. Datacija: prazgodovina.
- Kal nad Kanalom - Gradišče Na gradu pod Zabrdom: Prazgodovinsko gradišče z ohranjenim obrambnim sistemom je izjemno zaradi svoje lege. S sondiranjem je dokazana poselitev v starejši železni dobi. Je spomenik lokalnega pomena [48]

- Kal nad Kanalom - Arheološko območje Ograjenca: Glede na izročilo, ki govori o najdbi bronaste plastike in bližino arheološkega najdišča na Gradcu, gre za domnevno rimskodobno grobišče.

- Kal nad Kanalom - Arheološko najdišče Gradec: Naselbinski kulturni sledovi so na platoju Vrh Gradca dokazani s sondiranjem, prazgodovina je zanesljiva, antično obdobje manj. Glede na toponim je mogoče domnevati tudi srednjeveške ostaline. Je spomenik lokalnega pomena. [49]

## Planinske, pohodniške, peš in tematske poti ter steze[50]
Lašček (1071 m): planinska pot  , uhojene steze - pešpoti (vodič Pešpoti na Goriškem: Pot na Lašček skozi Novo mesto - št.12/str.28, Pot na Lašček skozi Reštelo - št.13/str.30, Krožna pot na Lašček - št.14/str.32; vir: EU projekt Walking people - Nikoli ni prepozno začeti s hojo) 
Veliki vrh (1071 m): uhojena steza - krožna pohodniška turistična pot
Tematska učna in doživljajska pot KUJ.ME med točkami tehniške dediščine ožje Goriške z vozliščem v Lokovcu (Center tehniške dediščine KUJ.ME). Točke povezujejo doživetja povezana z iskanjem odgovorov o vpetosti kovanja kot ene najstarejših človekovih spretnosti v razvoj kmetijstva, obrti in industrije. Kovač povezuje vse deležnike tematske poti po petih občinah: Mestna občina Nova Gorica (Kulturno turistično društvo Lokovec - razstava Sto meštirjev ena sama mižerija, Kovaški muzej, kulturna zapuščina na prostem), Občina Brda (Zavod za turizem, kulturo, mladino in šport Brda - Šmartno, Briška hiša: Zbirka dediščine lokalnih kmetij), Občina Šempeter pri Gorici (Šolski center Nova Gorica, Biotehniška šola Šempeter - stalna razstava Od zrna do slamnate strehe), Občina Renče-Vogrsko (kulturni dom Bukovica - stalna razstava Industrijska dediščina in obrti v občini Renče - Vogrsko) in Občina Miren - Kostanjevica (KTD Zarja Bilje - tradicija Opekarniški dnevi).
Tematska kolesarska Pot tradicije in gozda povezuje Lokovško planoto, Čepovanski dol in Trnovski gozd.    
V Zgornjem Lokovcu v Špilniku sta ob večnamenskem objektu (Dom krajanov, včasih Zadružni dom, Lokovec 205a) počivališče ter informacijska točka za kolesarje in pohodnike.     
Uporabniki uporabljajo planinske poti na lastno odgovornost (Zakon o planinskih poteh)./ Users use mountain trails at their own risk (Mountain Trails Act)./ Gli utenti utilizzano i sentieri di montagna a proprio rischio (La legge sui sentieri di montagna)./ Planinske staze korisnici koriste na vlastitu odgovornost (Zakon o planinskim stazama).

## Povezave
- Seznam vrhov v Sloveniji
- Lokovec
- Enciklopedija Slovenije
- Geografija Slovenije
- Geohub
- Naravovarstveni atlas Slovenije[59]
- Geoportal AKOS[60]
- Zemljevid HIKUK[61]

- Osebnosti, povezane z Lokovško planoto

Zemljevidi:
- Geopedia - interaktivni spletni atlas in zemljevid Slovenije
- Naravovarstveni atlas

Ostalo:
- Glasilo PRO LOKO, ISSN 1854-0937, 2002-2023, Kulturno turistično društvo Lokovec
- Zgodovinske črtice iz poknežene grofije Goriške in Gradiške
- Strokovne podlage za urejanje krajine za območje MO Nova Gorica[62]